# Melanie Franke
Melanie Franke (* 1974 in Minden) ist eine deutsche Kunsthistorikerin.

## Leben und Wirken
Franke studierte als Stipendiatin des Studienwerkes Villigst Kunstgeschichte, Romanistik und Bildende Kunst als Doppelstudium an der Humboldt-Universität in Berlin und an der Universität der Künste in Berlin, mit Gastsemestern am Royal College of Art in London, an der Sorbonne Université in Paris und der Haute école d’art et de design Genève.
Ihre von der Deutschen Forschungsgemeinschaft geförderte Dissertation betreute Philipp Ursprung an der Eidgenössischen Technischen Hochschule (ETH) Zürich (Disputation 2005). Nach einem Museumsvolontariat an der Berliner Nationalgalerie (2005–2007), an den Staatlichen Museen zu Berlin, Stiftung Preußischer Kulturbesitz, ging Franke nach Zürich (2008) und leitete zunächst die Abteilung „Forschungen zum Kunstbetrieb“ am Schweizerischen Institut für Kunstwissenschaft, bevor sie 2009 an die Hochschule für Gestaltung und Kunst nach Basel berufen wurde. Als Professorin für Kunstgeschichte verantwortete sie an der Hochschule für Gestaltung und Kunst in Basel das Fachgebiet „Art & Research“ von 2009 bis 2021; seit 2021 ist sie Prof. Dr. phil. für Kunstwissenschaft an der Universität Potsdam, wo sie das vom Schweizerischen Nationalfonds Bern geförderte kunsthistorische Projekt Geschichtsbilder in der Gegenwartskunst leitet und als Kuratorin für den Hamburger Bahnhof – Museum für Gegenwart – Berlin arbeitet.
Sie hielt Gastprofessuren an der Universidade de São Paulo, Escola de Artes, Ciências e Humanidades, in Brasilien (2012), an der Technischen Universität Berlin (2013) und an der Universität Erfurt (2015–2016).
Als Gutachterin wirkt sie u. a. für das Evangelische Studienwerk Villigst e.V., den Schweizerischen Nationalfonds in Bern, die Fundação para a Ciência e a Tecnologia in Lissabon, die Université franco-allemande in Saarbrücken und die Aga Khan Foundation in Genf.

## Veröffentlichungen (Auswahl)
- Selbsterzählungen und Umbruchspuren im Œuvre von Künstler:innen aus der DDR, Berlin 2024.
- Narrative and Knowledge – Erzählen und Wissen. Manifold Modulations of History in Contemporary Art / Vielfältige Variationen von Geschichte in der zeitgenössischen Kunst (Band 2), Wien 2024.
- Erzählen und Wissen. Narrative Strategien in der zeitgenössischen Kunst. Verlag für moderne Kunst, Nürnberg 2013.
- (Hg. u. a.): Forschungsskizzen: Einblicke in Forschungspraktiken an der Hochschule für Gestaltung und Kunst. Scheidegger und Spiess, Zürich 2013.
- (Hg. u. a.): Ich kann mir nicht jeden Tag ein Ohr abschneiden: Dekonstruktionen des Künstlermythos [Anlässlich der Ausstellung Ich Kann Mir Nicht Jeden Tag ein Ohr Abschneiden. Dekonstruktionen des Künstlermythos. Werke aus der Friedrich Christian Flick Collection im Hamburger Bahnhof, den Sammlungen der Staatlichen Museen zu Berlin und Anderen Sammlungen. 3. Oktober 2008 – 22. Februar 2009]. Dumont, Köln 2009.
- (Hg. u. a.): Surreale Welten: Sammlung Scharf-Gerstenberg, Nationalgalerie, Staatliche Museen zu Berlin. Nicolai Verlag, Berlin 2008.
- Melanie Franke (Hg. u. a.), „There is never a stop and never a finish“: in memoriam Jason Rhoades, Werke aus der Friedrich Christian Flick Collection im Hamburger Bahnhof [Anlässlich der Ausstellung „There is Never a Stop and Never a Finish“, in Memoriam Jason Rhoades. 5. Mai – 19. August 2007]. Dumont, Köln 2007.
- Die amerikanische Anti-Form-Kunst (1966–69) [Mikrofiche-Ausg.]. 2006.